# Ignatki (powiat białostocki)
Ignatki – wieś w Polsce położona w województwie podlaskim, w powiecie białostockim, w gminie Juchnowiec Kościelny.
W latach 1975–1998 miejscowość należała administracyjnie do województwa białostockiego.
Powierzchnia gruntów wsi wynosi 381,8 ha.
| SIMC    | Nazwa         | Rodzaj    |
| ------- | ------------- | --------- |
| 0997105 | Przy Gościńcu | część wsi |

Wierni kościoła rzymskokatolickiego należą do parafii św. Józefa Rzemieślnika w Księżynie oraz parafii św. Jana Pawła II w Ignatkach Osiedlu - mieszkańcy ul. Gajowej (po obu stronach), z przyległymi ulicami od strony Hryniewicz: obecnie Miła, Pogodna, Poziomkowa, Urocza.

## Historia
Wieś szlachecka powstała w XVI w., znajdowała się wówczas w wójtostwie pomichackim, w starostwie suraskim, w ziemi bielskiej, w województwie podlaskim.
Po raz pierwszy zapisana nazwa wsi znajduje się w dokumentach z roku 1598.
Pierwotne nazwy wsi to Ichnatki, Ihnatki, Hihnatki.
W 1914 w Ignatkach w domu Krupickich była karczma, prowadził ją Żyd. Później do ok. 1918 Józef Krupicki miał tam sklep spożywczy
Po zakończeniu wojny w 1920 r. w Ignatkach utworzono szkołę państwową. Była to czteroklasowa szkoła podstawowa. Mieściła się w jednej małej izbie w mieszkaniu Krupickich. Uczniowie, 5-7 osób, przychodzili z Ignatek i z Księżyna. Był jeden nauczyciel, Zygmunt Kalinowicz pochodzący z Galicji.
W tym czasie program nauki szkoły czteroklasowej przewidywał po jednym roku nauki w klasach 1 i 2, dwa lata w klasie 3 oraz trzy lata w klasie 4. Łącznie nauka trwała siedem lat. Na każdy rok nauki był inny program nauczania.
W roku 1922 szkołę przeniesiono do Horodnian.
13 października 1921
W Ignatkach uroczyste poświęcenie krzyża wybudowanego ze składek wszystkich mieszkańców. Stanął on przy drodze pośrodku wsi z napisem: „OD POWIETRZA GŁODU OGNIA I WOJNY WYBAW NAS PANIE. 13 październik 1921”. Powodem wystawienia krzyża z tym napisem była zakaźna choroba bydła, która spowodowała śmierć wszystkich krów we wsi. Od tej pory, co roku, aż do wojny dzień 13 października był świętem wsi. W tym dniu, po mszy w kościele w Niewodnicy, ksiądz był przywożony furmanką do wsi i po modlitwach przy krzyżu poświęcał bydło całej wsi, które na ten czas pastuch przypędzał w pobliże. Później ksiądz był zapraszany na obiad.
W 1934 w Ignatkach przy gościńcu Klemensowiczowie zbudowali krzyż z napisem: „DZIĘKUJEMY CI, PANIE JEZU I BŁOGOSŁAWIMY CIEBIE, ŻEŚ PRZEZ KRZYŻ TWÓJ ŚWIĘTY ŚWIAT ODKUPIĆ RACZYŁ”. Przedtem w tym miejscu był stary krzyż drewniany. Pod nim w czasie Pierwszej Wojny Światowej pochowano dwóch poległych żołnierzy niemieckich. Po zakończeniu wojny ich zwłoki ekshumowano i przeniesiono w inne miejsce, prawdopodobnie na cmentarz wojskowy w Białymstoku.
W czasie II wojny nauczyciele: Henryk Banulewicz, Jadwiga Dzienisówna i Stanisława Kossakowska ze szkoły w Księżynie po wkroczeniu Niemców rozpoczęli tajne nauczanie. Młodsze dzieci z Horodnian i Księżyna w grupkach 5-8 osób nauczała p. Dzienis, starsze w kompletach 3-4 osoby uczył H. Banulewicz. Nauka odbywała się w coraz to innych domach rodziców dzieci. Kossakowska uczyła głównie w Ignatkach, najczęściej w domach Teofila Korola i Zygmunta Klemensowicza.
Grunty rolników w Ignatkach były mocno rozdrobnione. Nierzadko składały się z kilkunastu kawałków ponad kilometrowej długości, a szerokości zaledwie 2–3 m. Przed wojną – w 1939 roku rozpoczęto prace zmierzające do komasacji gruntów. Powrócono do nich po zakończeniu wojny. Komasację prowadził geodeta Popławski.
W 1962 Ignatki zostały zelektryfikowane.
W 1991 w Ignatkach zbudowano wodociąg, w 1995 zainstalowano telefony prawie we wszystkich domach.

## Uroczyskaw Ignatkach
- Borońszczyzna
- Dombrowa Polna
- Gołonszczyzna
- Mańkowszczyzna
- Nadawki
- Nowiny
- Pawłowszczyzna
- Podrzecze
- Powłoczki
- Wyżary
- Zakrystyjka

## Daty pojawienia się nazwisk najdawniejszych mieszkańców Ignatek, których potomkowie mieszkają do dzisiaj[8]
- 1650 – Sobolewski
- 1663 – Król (Korol)
- 1766 – Klemensowicz
- 1827 – Dunaj
- 1828 – Borowski